# 克羅斯克里克鎮區 (北卡羅萊納州坎伯蘭縣)
克羅斯克里克鎮區（英語：Cross Creek Township）是位於美國北卡羅萊納州坎伯蘭縣的一個鎮區。

## 地方資料
克羅斯克里克鎮區的面積為93.57平方千米，當中陸地面積為92.05平方千米，而水域面積為1.52平方千米。根據2020年美國人口普查的數據，當地共有人口64912人，而人口密度為每平方千米693.73人。